# أليساندرو غراندوني
اليساندرو جراندوني (بالإيطالية: Alessandro Grandoni)‏ (27 يوليو 1977 تيرني إيطاليا - ) هو لاعب كرة قدم إيطالي، شارك في الألعاب الأولمبية الصيفية 2000.

## روابط خارجية
- أليساندرو غراندوني على موقع الاتحاد الدولي (مؤرشف)  (الإنجليزية)
- أليساندرو غراندوني على موقع قاعدة بيانات كرة القدم.إي يو (الإنجليزية)
- أليساندرو غراندوني على موقع عالم كرة القدم.نت (الإنجليزية)
- أليساندرو غراندوني على موقع أوليمبيديا (الإنجليزية)